# Sukcinyl-CoA-syntetáza

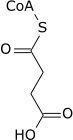
Sukcinyl-CoA

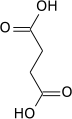
Sukcinát

Sukcinyl-CoA-syntetáza (sukcinyl-CoA-ligáza, sukcinátthiokináza) je enzym citrátového cyklu, který katalyzuje rozklad energeticky bohatého sukcinylkoenzymu A na sukcinát a koenzym A. Zároveň s touto reakcí dochází k substrátové fosforylaci, při níž vznikají makroergické nukleotidy GTP (či ATP) z GDP (či ADP) a anorganického fosfátu. Ve tkáních, kde probíhá glukoneogeneze (ledviny, játra), vzniká GTP, které má využití právě v anabolismu cukrů. V ostatních tkáních pracuje zpravidla jiný izoenzym, který vytváří ATP. Tato enzymatická reakce může probíhat oběma směry.
Enzym sukcinyl-CoA-syntetáza pracuje ve třech krocích:
1. sukcinyl-CoA reaguje s fosfátem za vzniku sukcinylfosfátu a CoA
2. fosfátová skupina se přenese z sukcinylfosfátu na histidin v katalytickém centru enzymu, vzniká sukcinát
3. fosfátová skupina se přenese z histidinu na GDP za vzniku GTP